# 정치적 세계화
정치적 세계화(政治的世界化, 영어: political globalization) 또는 정치 세계화(政治世界化)는 그 규모나 복잡성에서, 세계적인 정치적 체계의 성장을 나타낸다. 그 시스템은 국가의 정부와 그들 정부의 그리고 국제비정부기구와 사회 운동 조직과 같은 세계 시민 사회의 독립 정부 요소뿐만 아니라 정부 간의 조직을 포함한다. 정치적 세계화의 주요 측면 중 하나는 민족 국가의 감소하는 중요성 그리고 정치적 장면에서의 다른 배우들의 증가이다. 국제 연합(UN)의 존재와 형성은 정치적 세계화의 고전적인 예 중 하나로 불려왔다.
정치적 세계화는 두 가지, 경제적 세계화와 문화적 세계화를 비롯한 학문문학 학문에서 공통적으로 찾을 수 있는 세계화의 세 가지 주요 차원 중 하나이다.

## 정의

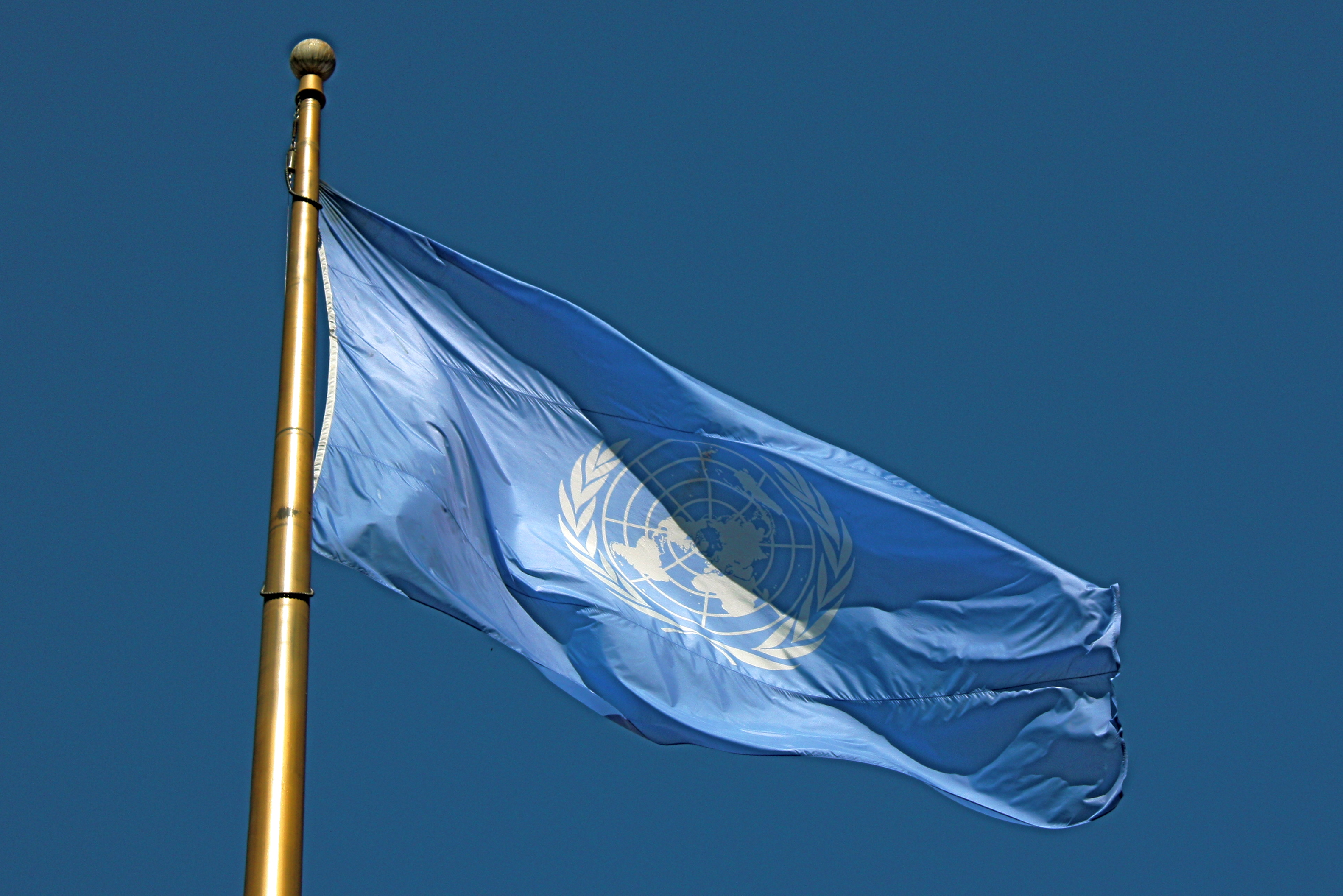
유엔(United Nation)의 깃발이 휘날리고 있다. 유엔은 정치적 세계화에서 매우 중요한 단체이다.

윌리엄 R. 톰슨은 이것을 세계 정치 체제의 확장, 그리고 그것들의 기관들이 지역간의 거래들(물론, 무역에 제한을 두지 않는다.)을 관리하는 것이라고 정의한다. 발렌타인 M. 모그하담은 이것을 "점점 증가추세에 있는 다국간주의(UN이 중요한 역할을 하는), '초국가적인 국가 주의'의 출현을 향하는, 그리고 정부의 감시단체로 활동하는 국가와 국제 비정부 기구들의 출현을 향하는 그리고 그들의 활동과 영향력이 증대된 것" 이라고 정의했다. 맨프레드 B. 스티거는 '전세계의 정치적 상호 관계의 강화와 확장'으로 정의하였고, 콜린 크로키는 “세계화는 세계 은행, 국제 통화 기금(IMF), 세계 무역 기구(WTO)와 같은 글로벌 정부 기구들의 세력 증가를 가리킨다. 그러나 그것은 또한 국제 비정부 기구들의 확산과 영향력을 언급하고, 사회적 운동 단체와 초국가적인 지지 네트워크가 국경에서 활동하고 글로벌 시민 사회를 구성하고 있다.”고 정의하였다. 마지막으로, 제라드 델란티와 크리스 럼포드는 이것을 “글로벌 정치의 복잡한 영역을 만들어 내는 세가지 과정, 글로벌 규범, 글로벌 규범, 그리고 다중심주의의 네트워크와 상호 작용하는 세가지 과정 사이의 긴장.”이라고 정의한다.

## 방법론
Salvatore Babones는 학자들이 정치적 세계화를 연구할 때 사용하는 자료들이 국가들 간의 외교적인 관계들에 대한 데이터로는 Europa World Year Book, 군사에 대한 내용에 관해서는 The Military Balance 등과 같은 International Institute for Strategic Studies의 출판물들, 그리고 테러에 대한 내용에 관해서는 미국 정부 출판물 Patterns of Global Terrorism의 유용성을 강조하고 있다고 주장한다.
정치적 세계화는 한 나라의 대사관과 고위 관료들의 수에 관한 자료와 가중치, 가입되어있는 국제적 기구의 수, 참여한 UN 평화 유지 임무 횟수, 그리고 다른 나라(들)과 맺은 국제적 조약의 개수로 측정될 수 있다. 이 척도는 Axel Dreher, Noel Gaston, Pim Martens, Jeffery Haynes 에 의해 사용되었으며, KOF institue at ETH Zurich에서 이용 가능하다.

## 측면
세계화와 마찬가지로, 정치적 세계화는 몇가지 측면을 가지고 있으며 다수의 해석으로 이어진다. 그것은 자율 손실과 사회적 세계화의 분열의 맥락에서뿐만 아니라 새로운 해방의 가능성의 맥락에서도 논의되어왔다. 정치적 세계화는 세계의 민주화와 세계 시민 사회의 창조, 그리고 민족주의의 범위 밖으로의 이동, 특히 정치 분야의 유일한 배우와 같은 변화에서 나타날 수 있다. 정치적 세계화에 대한 논의의 중심에 있는 몇몇 의문점들은 민족 국가의 미래와 관련이 있다. 그것의 중요성이 줄어들고 있는지 아닌지 그리고 그러한 변화의 원인이 무엇인지에 대한 것이다; 그리고 세계적 정부의 개념 출현을 이해하는 것이다. 유엔의 창조와 존속은 정치적 세계화의 고전적인 예라고 불려 왔다. 환경 보호와 같은 다양한 주제에 관한 비정부 기구들과 사회적 움직임들에 의한 정치적 행동들은 또 다른 예이다.
데이비드 헬드는 이 통찰력이 지나치게 이상주의적이라는 비판을 통해서 계속되는 정치적인 세계화는 국제 민주주의와 같은 세계 정부의 창조를 이끌어 낼 수 있다고 제안했다.

## 정치적 세계화와 국가
정치적 세계화와 국가 간에는 뜨거운 논쟁거리가 있다. 문제는 정치적 세계화가 민족 국가의 쇠퇴를 의미하는지의 여부이다. 하이퍼 글로벌주의자들은 세계화가 국가 경계가 의미를 잃기 시작하는 방식으로 오늘날의 세계를 뒤덮었다고 주장한다. 그러나 회의론자들은 민족 국가가 국제 관계에서 최고의 배우로 남아 있다고 믿는다.

## 같이 보기
- 세계시민의식
- 세계 공민

## 참고 문헌
- Ougaard, M. 2004. Political Globalization: State, Power, and Social Forces. New York: Palgrave Macmillan